# Паденге-суль-Гарда
Паденге-суль-Гарда (итал. Padenghe sul Garda) — коммуна в Италии, в провинции Брешиа области Ломбардия.
Население составляет 3491 человек, плотность населения составляет 175 чел./км². Занимает площадь 20 км². Почтовый индекс — 25080. Телефонный код — 030.
Покровителем коммуны почитается святой Емельян, празднование 12 ноября.